# Локомотив-М
ФК «Локомотив-М» — бывший российский футбольный клуб, существовавший в 2002—2005 годах, представлял Серпухов, Московская область. До 2004 года назывался «Локомотив-МостОтряд № 99». В 2004 году представлял Протвино.

## История
| Год  | Турнир                                                                                             | Место | И  | В  | Н | П  | Мячи     | О  |
| ---- | -------------------------------------------------------------------------------------------------- | ----- | -- | -- | - | -- | -------- | -- |
| 2002 | Чемпионат Московской области по футболу                                                            | 9     | 30 | 11 | 7 | 12 | 62 — 60  | 40 |
| 2003 | Группа «Б» зоны «Подмосковье» МРО Центр Первенства КФК или Чемпионат Московской области по футболу | 1     | 34 | 26 | 3 | 5  | 108 — 29 | 81 |
| 2004 | Группа «А» зоны «Подмосковье» МРО Центр ЛФЛ                                                        | 1     | 30 | 20 | 5 | 5  | 46 — 17  | 65 |
| 2004 | Группа B финального турнира ЛФЛ                                                                    | 5     | 4  | 0  | 1 | 3  | 1 — 6    | 1  |
| 2005 | Первенство России. Второй дивизион. Зона «Центр»                                                   | 15    | 34 | 9  | 8 | 17 | 36 — 48  | 35 |

В Кубке Подмосковья 2003 года клуб вылетел в 1/8 финала, уступив на выезде ФК «Истра» со счётом 0:3. В Кубке Подмосковья 2004 года клуб вылетел в первом раунде, проиграв 5 июля в домашнем матче клубу «Нара-Десна» (счёт матча: 2:2, 1:3 пен.).
В Кубке России по футболу 2005/06 «Локомотив» вылетел на стадии 1/256 финала, уступив «Локомотиву» из Калуги.
В 2006 году после объединения команды с клубом «Серпухов» образована команда «Звезда».